# Drewutnia

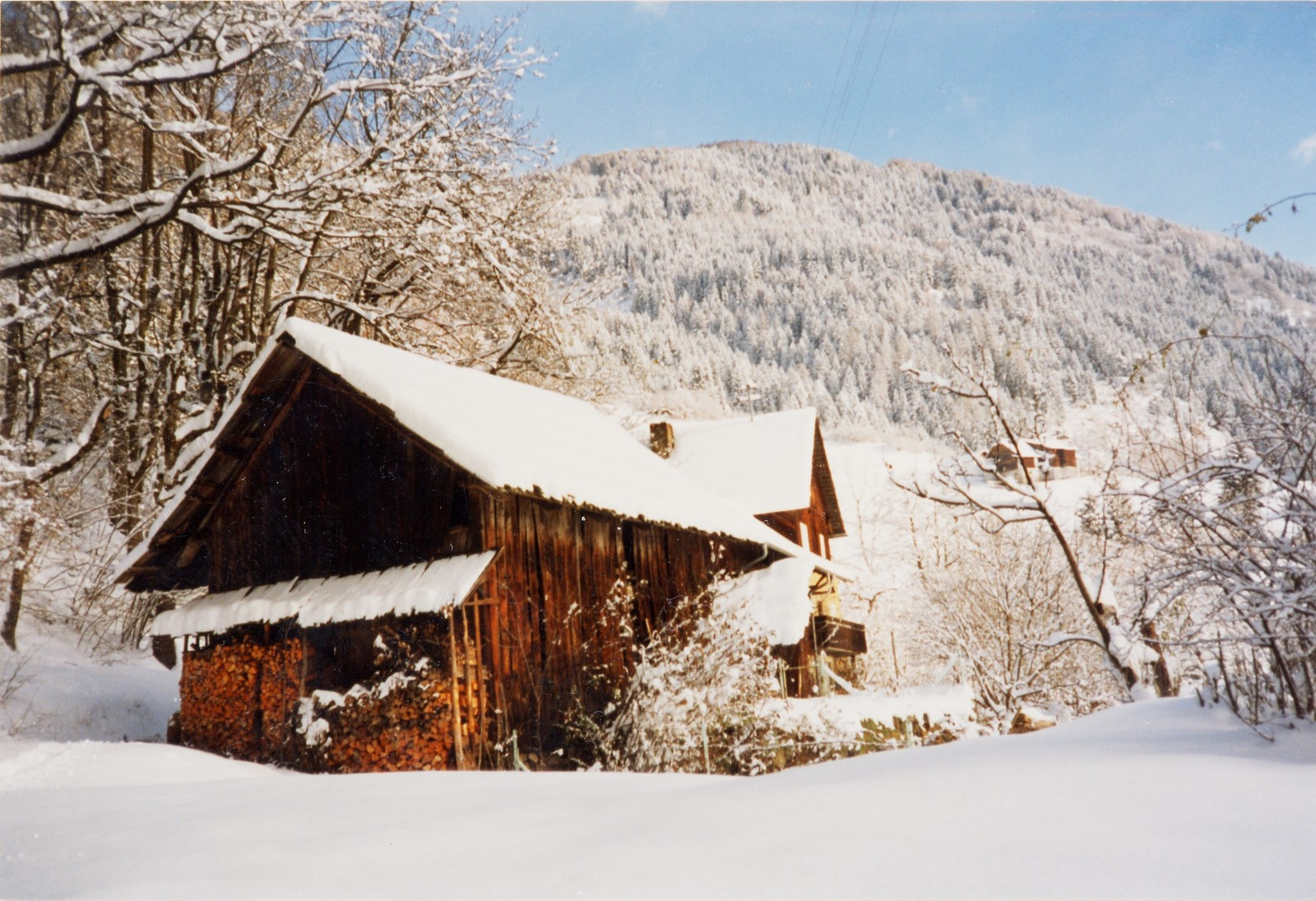
Mała drewutnia „przyklejona” do budynku

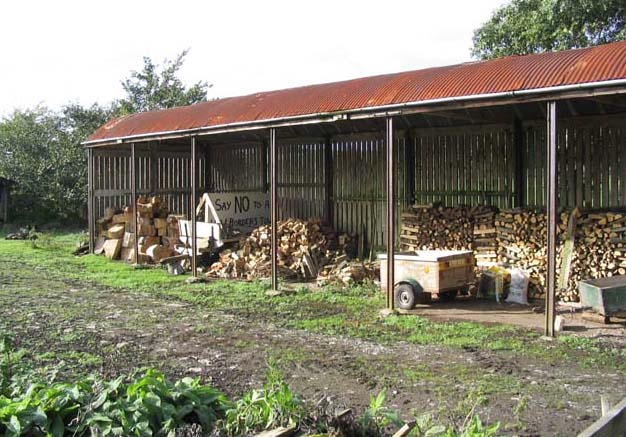
Duża drewutnia w postaci dużej szopy

Drewutnia – przewiewna budowla do przechowywania drewna przeznaczonego na opał. Może być konstrukcją samodzielną, przylegać lub być częścią innych budynków. Drewutnia może być w postaci szopy lub stanowić tylko zadaszenie.
Głównym celem budowy tego typu obiektów jest ochrona drewna przed deszczem i śniegiem. Ważnym aspektem ich konstrukcji jest także przewiewność i dobra wentylacja – pozwala ona na sprawne wysychanie drewna, które po porąbaniu zwykle jest jeszcze w niedostatecznym stopniu wysuszone i od razu nie nadaje się bezpośrednio na opał (przed użyciem na opał szczapy drewna powinny schnąć ok. pół roku, w przeciwnym wypadku mają one niską wartość opałową, ponieważ duża część energii powstałej przy spalaniu jest tracona na dosuszenie następnych szczap).